# Synagoge Korneuburg

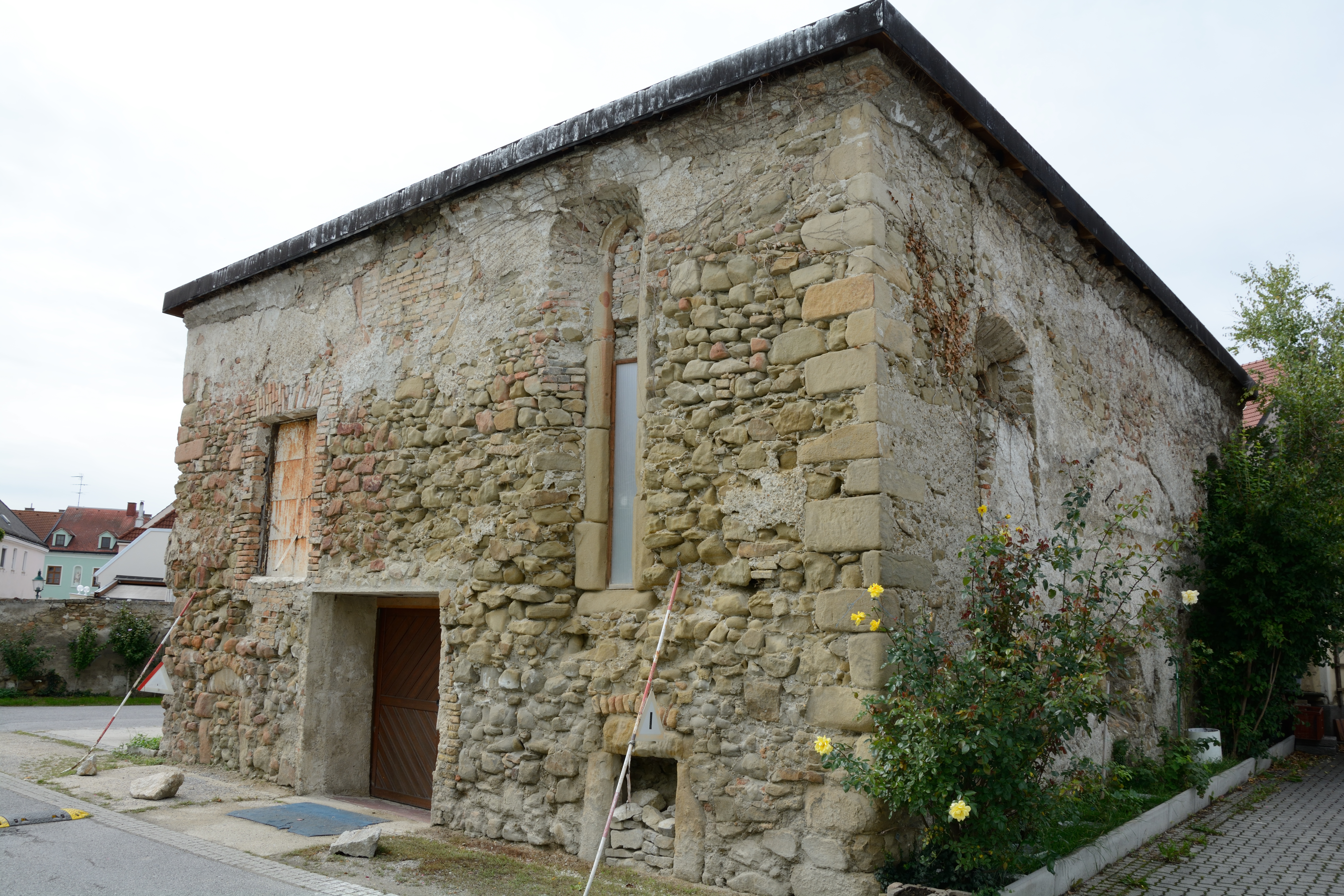
Synagoge Korneuburg (2013)

Die ehemalige Synagoge Korneuburg (auch Synagoge Roßmühle genannt) steht in der Propst-Bernhard-Straße 6 in der Stadtgemeinde Korneuburg im Bezirk Korneuburg in Niederösterreich. Die Ruine der Synagoge steht seit 1980 unter Denkmalschutz (Listeneintrag) und zählt zu den bedeutendsten Zeugnissen mittelalterlicher Synagogenarchitektur im deutschsprachigen Raum.

## Die Synagoge als Zentrum der Gemeinde
Die ersten Nachrichten über jüdische Besiedlung in Korneuburg kamen mit der Überlieferung zu einem angeblichen Hostienwunder und Hostienfrevelvorwurf im Jahre 1305. Über die Juden in Korneuburg fehlen jegliche Informationen, man kann aber davon ausgehen, dass es im 14. Jahrhundert bereits eine Gemeinde gab, da zwischen 1371 und 1418 drei Judenrichter bezeugt sind und 1469 eine wohl bereits 1420 konfiszierte Synagoge der Stadt überlassen wird. Ab 1409 fehlen wieder jegliche Hinweise auf eine jüdische Gemeinde in Korneuburg. Zwischen 1350 und 1420, dem Jahr der landesweiten Vertreibung aus dem Herzogtum, lassen sich insgesamt etwa neun aus Korneuburg stammende Juden belegen, die dennoch überwiegend in Wien wohnhaft waren. Nichtsdestotrotz entstand wohl im ersten Drittel des 14. Jahrhunderts eine funktionierende Gemeinde, da die Synagoge um 1325 errichtet wurde. Eine mittelalterliche Synagoge war stets symbolisches und geografisches Zentrum einer Gemeinde. Die Synagoge war neben ihren religiösen Funktionen ein Ort der innerjüdischen Gerichtsbarkeit, ein Ort der Ankündigungen, auch herrschaftlicher Maßnahmen, aber auch der Schlichtung christlich-jüdischer Streitigkeiten. Als 1420/21 alle Juden aus dem Herzogtum vertrieben oder teils ermordet wurden, fand auch die Gemeinde und die Synagoge ihr Ende. Der Bau wurde von der Familie des Aharon von Korneuburg und seinem Sohn Isserl (Israel) finanziert.
Die Synagoge wurde ein Getreidespeicher. Kaiser Friedrich III. schenkte diesen im Jahr 1460 der Stadt. Das Gebäude hatte vielfache Verwendung, als Schüttkasten, Lager für Töpfereiwaren, Magazin und schließlich eine Rossmühle, d. h. eine von Tieren betriebene Mühle. Im Jahr 1646, während des Dreißigjährigen Krieges, wurde das Haus, bei der Belagerung zur Befreiung der Stadt von den Schweden, zerstört. Es blieb Ruine, bis es 1766 wieder als Speicher aufgebaut in Privatbesitz überging, es hatte wieder vielfältige Verwendungen. 1942 wurde bei einem Sturm das Dach zerstört. 1980 wurde es unter Denkmalschutz gestellt. 2007 errichtete der heutige Eigentümer ein Dach, betonierte den Boden im Gebäude und öffnete an der Ostwand ein Tor. Das Bundesdenkmalamt zog ihn juristisch zur Verantwortung.

## Baubeschreibung

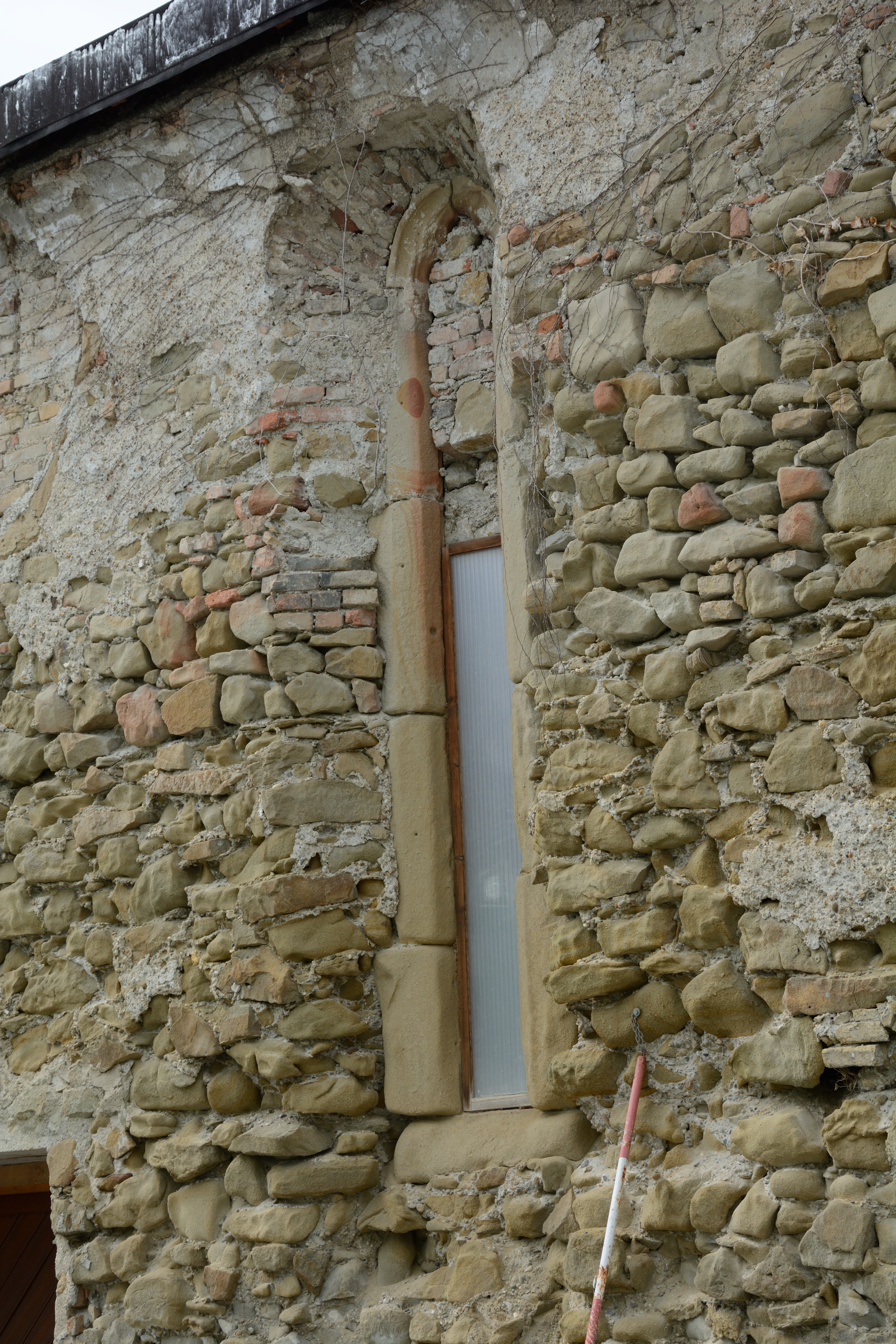
Lanzettfenster an der Synagoge

Der Innenraum hat 100 m² Fläche und war somit eine der größten Synagogen im damaligen Österreich, nur die Alte Synagoge Wiens war größer. Es handelt sich bei dem Bau um einen kubisch geformten Baukörper, bestehend aus Bruchsandstein auf leicht gestrecktem, rechteckigem Grundriss. Außen betragen die Abmessungen etwa 10,50 × 13,20 m. Der Eingang befand sich, wie üblich, an der Nordseite, der zugemauerte Spitzbogen des Eingangs ist noch gut zu erkennen. Der Hauptraum entspricht einem Saalbau mit zwei Gewölbejochen. Die Ost- und Westwand ist jeweils mit Rosettenfenstern durchbrochen, das Fenster in der Ostwand wurde nochmals von zwei sehr schmalen spitzbogigen Lanzettfenstern flankiert. In der Mitte der Ostwand, welche nach Jerusalem gerichtet ist, befindet sich eine Nische für einen Toraschrein. In den Nord- und Südwänden sind Lanzettfenster eingebaut. An der Südseite befand sich der für die Frauen bestimmte Raum, da auf der Außenseite der Südwand sind knapp über dem heutigen Bodenniveau vier heute vermauerte Öffnungen mit aus Ziegelsteinen gemauerten Bogenstürzen eingebaut. Auf der Innenseite lassen sich teilweise noch die Steinrahmungen schmaler waagerechter Sehschlitze feststellen. Nach orthodoxer jüdischer Tradition werden Frauen und Männer voneinander getrennt.
Bemerkenswert ist das aus zwei sechsteiligen Jochen bestehende Kreuzrippengewölbe. Ein solches Gewölbe entspringt dem spätromanischen Rippengewölbesystem, vor allem aus dem anglo-normannischen Raum (wie die Gewölbe bei Ste-Trinité oder St-Étienne) und kam durch die Vorbildwirkung französischer Gotikkathedralen in den deutschsprachigen Raum. Bei der Synagoge in Marburg (in der zweiten Bauphase um etwa 1270) und in der zur selben Zeit erbauten Altneuschul in Prag lässt sich ein solches Gebilde auch erkennen, wenn auch in leicht veränderter Form: Im Prager Bau handelt es sich um eine fünfstrahlige Wölbeinheit.